# Мечетный (Азовский район)
Мечетный — посёлок в Азовском районе Ростовской области.
Входит в состав Калиновского сельского поселения.

## География
Расположен в 60 км (по дорогам) южнее районного центра — города Азова.

### Улицы
- ул. Железнодорожная
- ул. Ленина
- ул. Маяковского
- ул. Молодёжная

## Население
| 1989 | 2002 | 2010 |
| ---- | ---- | ---- |
| 199  | ↘182 | ↘147 |